# Wiktor Kurnatowski
Wiktor Kurnatowski (ur. 1810, zm. 1846) – polski litograf, kartograf i konspirator.

## Życiorys
Sprzed 1837 niepewne o nim są wiadomości, oparte na charakterystyce autorstwa Marcelego Mottego. Według niego pochodził z Litwy, a w czasie trwania powstania listopadowego walczył w korpusie Chłapowskiego. Jako wychowawca Józefa Mielżyńskiego od 1835 przebywał w Chobienicach. Nie jest jednak wykluczona możliwość jego identyfikacji z członkiem tajnego związku studentów polskich „Polonia”, który nosił to samo imię i nazwisko i działał od 1820 do 1822 na berlińskim uniwersytecie. W 1837 w poznańskim warsztacie G. Beutha uczył się litografii, a później u L. Sachsa w jego zakładzie litograficznym oraz w berlińskim instytucie litograficznym. Otworzył w lipcu 1841 w Poznaniu własny zakład litograficzny. Dwa lata później zakład przeniesiono doBazaru, gdzie połączył go z Feliksem Gliszczyńskim i prowadzili tam skład sztuki, papieru, cygar i herbaty. Członek Towarzystwa Demokratycznego Polskiego i w latach 40 XIX w. w Wielkopolsce był jednym z najczynniejszych konspiratorów. Zapewne wspólnie z S. Mielżyńskim i W. Kosińskim należał do „komitetu dla interesów wojskowych”. W Wielkim Księstwie Poznańskim był osobą, która rozpowszechniała instrukcje polityczne i wojskowe Centralizacji Towarzystwa Demokratycznego Polskiego. W trakcie przygotowań do powstania 1846 aresztowano go i osadzono w więzieniu w Sonnenburgu w którym w tymże samym roku popełnił samobójstwo.

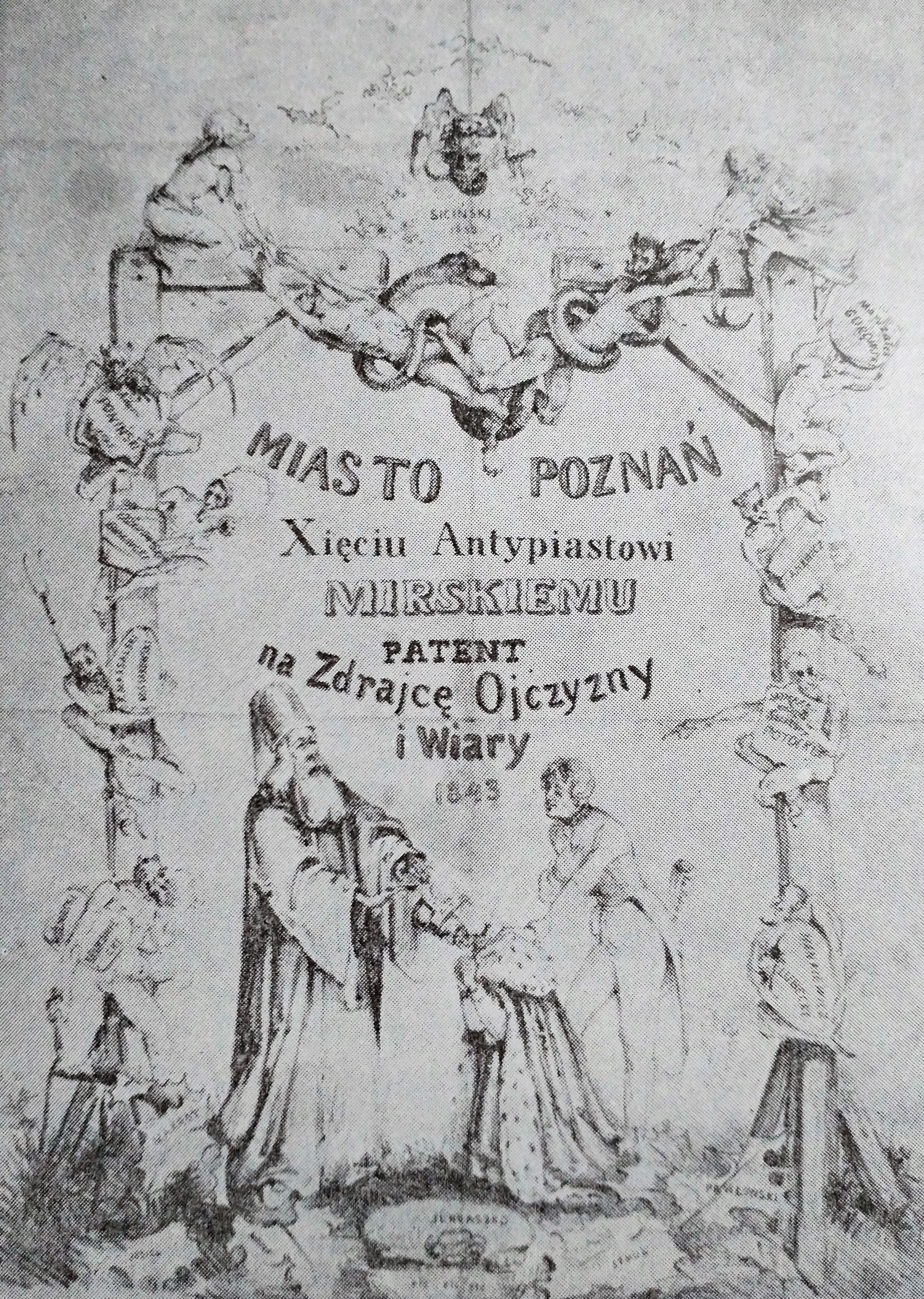
Patent zdrajcy Mirskiemu autorstwa Wiktora Kurnatowskiego z 1843

Największymi osiągnięciami litografii poznańskiej w XIX w. była produkcja jego warsztatu litograficznego. Wydając zbiór portretów sławnych mężów (między innymi Tadeusza Kościuszki, Ignacego Potockiego, Hugo Kołłątaja) jego zakład zaczął swoją działalność oraz zapowiedział dalsze wydania dzieł polskich artystów: Orłowskiego, Norblina, Molinarego. Z pod jego ręki wyszły portrety hetmanów Żółkiewskiego i Gosiewskiego, a także wizerunki współczesnych, np. K. Libelta i T. Mateckiego. Był wydawcą szeregu litografii o tematyce rodzajowej, np. Żebraczka, Drwal, Tabacznik z Poznania, oraz satyrycznej, np. Powstaniec polski. Zajmował się litografią reprodukcyjną. W litografii dwutonowej ukazały się obrazy W. Baeselera Rynek poznański, W. Wańkowicza Mickiewicz na skale Judahu, A. L. Molinarego Szpieg pojmany przez placówkę. Zajmował się także dagerotypią od 1843 i wspólnie z S. Mielżyńskim wykonał pierwsze w Poznaniu dagerotypy. Z jego aktywnością konspiratora łączyła się działalność zakładu litograficznego. W 1843 spotkał się z szykanami policji pruskiej, ponieważ wykonał litografię według obrazu R. Postempskiego Wyprowadzenie skazańca Szymona Konarskiego z celi więziennej i satyry politycznej Poznań księciu antypiastowi Mirskiemu.... W 1843 dla celów wojskowych wykonał bardzo dokładną mapę Wielkiego Księstwa Poznańskiego i plan Poznania. Wydał także małą mapę Wielkiego Księstwa Poznańskiego „dla użytku podróżnych i szkółek”. Współpracowali z jego zakładem malarze: W. Baeseler, F. Sarnecki, K. H. Steffens oraz K. W. Kielisiński.